# John Møller (fotograf)
 For alternative betydninger, se John Møller. (Se også artikler, som begynder med John Møller)
John “Ujût” Peter Christian Møller (født 19. november 1867 i Nuuk, død 9. juli 1935 samme sted) var en grønlandsk fotograf, trykker, tolk, ornitolog, ekspeditionsmedlem og etatsråd.

## Liv

### Ungdom og uddannelse
John Møller var den ældste søn af bogtrykker Lars Møller (1842–1926) og hustru Louise Malene Kristiane Rasmussen (1847–1928). Hans yngre bror var tegneren og maleren Stephen Møller (1882–1909).
Allerede inden sin konfirmation hjalp John Møller sin far i Nuuk-trykkeriet grundlagt af Hinrich Johannes Rink. I 1881 begyndte John, efter faderens ønske, at uddanne sig der, selv om han ønskede at blive jæger. Som 15-årig fik han sin første kajak. I 1887 sejlede han ombord på Ceres til Danmark for at få en videre uddannelse. På skibet lærte han det danske sprog, og på opfordring af inspektør Carl Julius Peter Ryberg blev John Møller også undervist i fotografi, zinksætning og klichétryk i København. I 1889 vendte han tilbage til Nuuk på Hvidbjørnen. Ved ankomsten fotograferede han Fridtjof Nansen, som netop havde afsluttet sin Grønlandsekspedition. Fra da af arbejdede han under sin far i trykkeriet. Takket være Johns nyerhvervede viden blev værker nu fremstillet ved hjælp af klichétryk i stedet for litografier.

### Ægteskab og familie
John Møller indgik sit første ægteskab den 3. november 1889 med Mariane Ingeborg Karitas Nielsen (1870–1913). Efter dennes død giftede han sig igen den 13. april 1914 med Sofia Kristine Charlotte Kristiansen (1893–1929). Gennem sin datter Charlotte var han svigerfar til missionæren Julius Olsen (1887–1972).

### Hans virke som fotograf
I trykkeriet indrettede John Møller sit fotostudie, Godthaabs photographiske Anstalt ( på grønlandsk Nûngme tarrarssugkanik ássilialiorfik / Nuummi tarrasukkanik assilialiorfik ). Han var Grønlands første professionelle fotograf. Gennem årtierne tog han flere tusinde fotografier her, hvoraf omkring 3.000 fotoplader stadig er bevaret. De fleste billeder er taget i John Møllers hjemby og arbejdssted, Nuuk, mens andre hovedsageligt kommer fra det sydlige Grønland. Mange af disse blev taget indtil 1913, hvor han var på rejse med den sydgrønlandske inspektør som tolk, ligesom sin far før ham.
De mest almindelige motiver på John Møllers fotografier var enkeltportrætter eller familieportrætter. Andre fotografier viser jægere på arbejde i deres kajakker. Den sidste store gruppe billeder viser steder og landskaber. Fotografierne er i Grønlands Landsarkiv. Fra 1954 til 1955 blev de udlånt til Det Kongelige Bibliotek, hvor to tredjedele af dem blev kopieret. Billederne blev derefter fortolket af kaptajn Johannes Balle og hans nevø, biblioteksrådgiver Poul Edinger Balle, sammen med samtidsvidner for at beskrive billedernes motiver.
John Møllers fotografier blev anvendt som illustrationer i talrige videnskabelige bøger. Derudover beskrev han selv Grønlands tidligere forhold i detaljer i Knud Oldendows Traek af kolonien Godthaabs historie, 1728–1928. Hans værker blev første gang vist offentligt i Dansk Fotografisk Forening i 1894. På trykkeriets 100 års fødselsdag, fandt desuden en udstilling af hans fotografier sted på Det kongelige bibliotek.

### Videre arbejde
John Møllers passion gennem hele sit liv var fiskeri og jagt. Da han var ung, gik han på kajakjagt en gang om ugen hvor han blandt andet fangede sæler, hvidfisk og havharer. Selv da motorbåde dukkede op i Grønland, fortsatte han med at fremme traditionel jagt på kajak. Som fiskerikonsulent genoplivede han også pukkelhvaljagten i Grønland.
John Møllers anden store hobby var ornitologi. Han samlede talrige fugle, udstoppede dem selv og donerede dem til museer og udstillinger. Han forsynede også Knud Oldendow med det nødvendige materiale til sin bog Fugleliv i Grønland fra 1933. I 1925 fulgte han som amatørornitolog og grønlandsekspert med Eiler Theodor Lehn Schiøler på dennes fugleekspedition gennem Grønland og John Møller var desuden også deltager i The Oxford University Greenland Ekspedition i 1928. Han identificerede første gang edderfuglearten Somateria mollissima dresseri i 1907 og den første Bartramia longicauda i Grønland i 1923.
Som politisk interesseret var John Møller først medlem af Forstanderskaber. Senere, i 1911, blev han valgt til Nuuks kommunalbestyrelse. Samtidig blev han valgt til det første Sydgrønlandske Landsråd, hvor han forblev i en periode til og med 1916. I 1915 blev han genvalgt til kommunalbestyrelsen indtil 1919. I denne tid førte han primært kampagner for bedre uddannelse og indledte den første grønlandske jagtlærebog i 1922, hvortil han selv bidrog med tre kapitler om fiskeri, grindehvaljagt og edderfuglejagt.
I 1922 forlod Johns far trykkeriet som 80-årig og overdrog ledelsen til sin søn, som dog allerede få uger senere overlod den videre til Kristoffer Lynge. Samme år blev fotostudiet udliciteret fra trykkeriet. I 1927 gik John Møller på pension. I 1931 blev han udnævnt til Dannebrogsmand. Han bar også Kongelige Belønningsmedalje i sølv med krone. Han døde i sommeren 1935 i en alder af 67 i en influenzaepidemi.

## Illustrerede værker
John Møllers fotografier illustrerer blandt andet følgende bøger:
- Søren Hansen: Bidrag til Vestgrønlandernes Anthropologi. I: Meddelelser om Grønland. Band 7, Nr. 6. Kopenhagen 1893, s. 163–250.
- Georg Carl Amdrup, Louis Bobé, Adolf Severin Jensen, Hans Peder Steensby (Hrsg.): Grønland i tohundredeaaret for Hans Egedes landing. C. A. Reitzel, Kopenhagen 1921.
- Daniel Bruun: Det høje nord: Færøernes, Islands og Grønlands udforskning. E. Bojesen, Kopenhagen 1902, ISBN 978-1-248-08524-0.
- Louis Bobé: Grønlandsbogen: Billeder efter fotografiske Optagelser. C. A. Reitzel, Kopenhagen 1921.
- Knud Rasmussen: Myter og Sagn fra Grønland II. Gyldendal, Kopenhagen 1924.
- Sophie Petersen: Grønland i hverdag og fest. C. A. Reitzel, Kopenhagen 1928.
- Knud Oldendow: Naturfredning i Grønland. Gad, Kopenhagen 1935.
- Knud Oldendow: Træk af Grønlands politiske historie: Grønlændernes egne samfundsorganer. Gad, Kopenhagen 1936.
- Knud Oldendow: Grønland: Folk og Land i vore Dage. Fremad, Kopenhagen 1936.
- Knud Oldendow: Træk af kolonien Godthaabs historie, 1728–1928. Sydgrønlands Bogtrykkeri, Nuuk 1928.
- Inuuteq Storch: Mirrored[7][8], forlaget Roulette Russe. Udgivelsesdag 13. maj 2022.

## Weblinks
- John Møller. Kilder til Dansk kunsthistorie.
- Niels Egede : John Møller. Atuagagdliutit (1. august 1935). s. 2-4.
- Det kongelige biblioteks online samling af John Møllers fotografier.
- Grønlands første professionelle fotograf. På fotohistorie.com
- John Møllers fotografier på Arktisk Institut
- Om John Møller på Lex.dk
- John Møller i Dansk Biografisk Leksikons 3. udgave (1979-84)